# San Francisco Menéndez
San Francisco Menéndez é um município do departamento de Ahuachapán, em El Salvador. Sua população estimada em 2007 era de 44 967 habitantes.[carece de fontes?]

## Cantões
Está dividido em nove cantões:
Cara Sucia, El Corozo, El Jocotillo, El Sacramento, El Zapote, Garita Palmera, La Ceiba, La Hachadura (Puesto Fronterizo) e San Benito.

## Transporte
O município de San Francisco Menéndez é servido pela seguinte rodovia:
- CA-02, que liga o distrito (e a Fronteira El Salvador-Guatemala, na cidade de Moyuta) à cidade de La Unión (Departamento de La Unión)
- AHU-25,AHU-22, AHU-34 e AHU-03 que ligam vários cantões do município
- AHU-21  que liga a cidade ao município de Jujutla
- AHU-38  que liga a cidade ao município de Tacuba[1]